# Синдром на Сандифер
Синдромът на Сандифер (Sandifer syndrome или Sandifer's syndrome) е рядък педиатричен медицински проблем, характеризиран със стомашно-чревни симптоми и съответни неврологични проявления. Има значителна връзка между синдрома и гастроезофагеалния рефлукс (ГЕР), като въпреки това честотата на проявление е по-малко от 1% от децата с рефлукс.

## Симптоми и признаци
Появата на синдрома е обикновено е като бебе или в ранното детство, с пиков период между 18 и 36 месец. В редки случаи, особено когато детето има сериозно умствено увреждане, проявата може да бъде удължена до пубертета.
Класическите симптоми на синдрома са спастичен тортиколис (извиване на главата в една посока, изкривен врат) и дистония (ненормална позиция на тялото, най-често проявена с извиване на гръбнака като лък/мост, изпъване на бедрата и сгъване на ръцете в лактите). Кимане или въртене на главата, обтягане на врата, гъргорене/гукане, гърчещи се движения на крайниците и тежка хипотония (нисък мускулен тонус) съще се проявяват.
Спазмите могат да продължат от 1 до 3 минути и могат да се появят до 10 пъти на ден. Храносмилането е често свързано с проявата на симптомите; това може да доведе до нежелание да се храни. Свързани симптоми, като стомашен дискомфорт, задавяне, повръщане и абнормално движение на очите също са били отбелязвани. Клиничните признаци могат да включват още и анемия.

## Диагноза
Диагнозата се прави на базата на асоциацията на ГЕР с характерните двигателни смущения/симптоми. Неврологичният преглед е обикновено нормален. Грешното диагностициране като леки инфантилни спазми или епилептични гърчове е често, особено когато няма ясни симптоми за ГЕР. Ранната диагноза е важна, като лечението е просто и води до бързо подобрение на двигателното смущение.

## Лечение
Успешното лечение на асоциирания първопричинен проблем (като ГЕР), може да доведе до облекчение.

## Прогноза
Симптомът на Сандифер е типично неопасен за живота и прогнозите са добри.
|  | Тази страница частично или изцяло представлява превод на страницата Sandifer_syndrome в Уикипедия на английски. Оригиналният текст, както и този превод, са защитени от Лиценза „Криейтив Комънс – Признание – Споделяне на споделеното“, а за съдържание, създадено преди юни 2009 година – от Лиценза за свободна документация на ГНУ. Прегледайте историята на редакциите на оригиналната страница, както и на преводната страница, за да видите списъка на съавторите. ВАЖНО: Този шаблон се отнася единствено до авторските права върху съдържанието на статията. Добавянето му не отменя изискването да се посочват конкретни източници на твърденията, които да бъдат благонадеждни. |